# Trolejbusy w Cardiff
Trolejbusy w Cardiff – zlikwidowany system trolejbusowy w mieście Cardiff, w Walii, w Wielkiej Brytanii. Został otwarty 1 marca 1942 r., z biegiem lat zastępował kolejne likwidowane linie miejscowego systemu tramwajowego.
Na tle pozostałych, nieistniejących już systemów trolejbusowych w Wielkiej Brytanii, system w Cardiff był średniej wielkości; istniało łącznie 14 linii, maksymalnie posiadano 79 trolejbusów.
Do dziś zachowały się cztery trolejbusy z Cardiff. Dwa z nich znajdują się w zasobach Cardiff & South Wales Trolleybus Project we wschodnim Cardiff, jeden w kolekcji National Museum Wales, a jeden w Trolleybus Museum at Sandtoft.